# Alexander Jank
Alexander Jank (* 9. März 1975 in Wien) ist ein österreichischer Fußballspieler und -trainer. Er ist der jüngere Bruder von Christoph Jank, der ebenfalls Fußballprofi war.

## Karriere
Die Fußballkarriere begann der Defensivspieler beim Wiener Traditionsverein Vienna. Dort schaffte er den Sprung in die Kampfmannschaft der Vienna (und in das U21-Nationalteam), die in der damaligen 2. Division (jetzige HfM-Erste-Liga) spielte. Dort gelang der Einzug ins österreichische Cupfinale 1997 in dem das Finale gegen Sturm Graz aber verloren ging. 1998 wechselte er in die Bundesliga zur SV Ried, wo er auf Anhieb österreichischer Cupsieger wurde und im Finale, in welchem man 3:1 über Sturm Graz siegte, durchspielte. Seine weiteren Stationen waren danach im Ländle beim FC Lustenau und beim SCR Altach, ehe es im Sommer 2006 zurück in den Osten zum ASK Schwadorf ging. Seit Sommer 2008 spielt er beim SK Schwadorf 1936, der nach der Umbenennung des ASK in FC Trenkwalder Admira als Auffangverein für die Amateure des ASK gegründet wurde, in der 2. Landesliga Ost in Niederösterreich.
Nach der Saison 2009/10, in der er mit Schwadorf den Meistertitel und somit den Aufstieg in die Landesliga Niederösterreich schaffte, wechselte Jank zum ASK-BSC Bruck an der Leitha. In der Saison 2014/15 war er als Spielertrainer für den SC Pottenstein in der 2. Klasse Triestingtal aktiv. Seit 2015 trainiert Jank den AC Casino Baden.

## Erfolge
- ÖFB-Cup Finalist 1997 mit FC Vienna
- Österreichischer Cupsieger 1998 mit SV Ried
- Cup der Cupsieger (UEFA-Cup) 1998/99 mit SV Ried
- Meister der Red-Zac Ersten-Liga 2006 mit SCR Altach
- Meister der Regionalliga Ost 2007 mit ASK Schwadorf
- Meister der 2. Landesliga-Ost 2010 mit SK Schwadorf 1936